# 대한민국 형법 제47조
대한민국 형법 제47조는 과료에 대한 형법총칙의 조문이다.

## 조문
제47조(과료) 과료는 2천원 이상 5만원 미만으로 한다.  <개정 1995.12.29.>

第47條(科料) 科料는 2千원 以上 5萬원 미만으로 한다. <改正 1995.12.29.>

## 참고 문헌
- 신이철, 형법총론, 경찰승진연구회, 2005. ISBN 9788988777886
- 조현욱, 형법총론강의, 진원사, 2008 ISBN 9788990904621
- 손동권, 형법총론, 栗谷出版社, 2011. ISBN 9788991830936